# Верховный суд Казахстана
Верховный Суд Республики Казахстан (каз. Қазақстан Республикасы Жоғарғы Соты)  является высшим судебным органом Республики Казахстан по гражданским, уголовным и иным делам, подсудным местным и другим судам, осуществляет в предусмотренных законом процессуальных формах надзор за их деятельностью и дает разъяснения по вопросам судебной практики.
Его статус прописан в Конституции Казахстана (Статья 81) и в Конституционном законе «О судебной системе и статусе судей Республики Казахстан» (Глава 3).
Председатель Верховного Суда, председатели коллегий и судьи Верховного Суда Республики Казахстан избираются Сенатом по представлению Президента Республики.
Правосудие в Республике Казахстан осуществляется только судом (статья 75 Конституции).

## Структура и состав Верховного Суда
Верховный Суд состоит из Председателя и судей.
Общее число судей Верховного Суда устанавливается Президентом Республики Казахстан по представлению Председателя Верховного Суда.

### Органами Верховного Суда являются
1. пленарное заседание;
2. президиум пленарного заседания;
3. судебная коллегия по гражданским делам;
4. судебная коллегия по уголовным делам;
5. специализированная судебная коллегия[4].

- При Верховном Суде образуются научно-консультативный совет и печатный орган.

Пленарное заседание Верховного Суда
1. Пленарное заседание Верховного Суда:
1) по представлению Председателя Верховного Суда устанавливает численный и персональный состав соответствующей судебной коллегии;
2) по итогам изучения и обобщения судебной практики рассматривает вопросы соблюдения законности при отправлении правосудия судами республики;
3) принимает нормативные постановления, дает разъяснения по вопросам судебной практики и вносит предложения по совершенствованию законодательства.
Нормативные постановления принимаются на пленарном заседании Верховного Суда не менее чем двумя третями голосов от числа судей Верховного Суда и при наличии кворума не менее трех четвертей от общего числа судей Верховного Суда;
4) заслушивает информацию председателей судебных коллегий Верховного Суда, Судебного жюри и руководителя уполномоченного органа;
5) дает заключение в случае, предусмотренном пунктом 2 статьи 47 Конституции Республики Казахстан;
6) рассматривает кандидатуры на вакантные должности председателей, председателей судебных коллегий областных судов, председателей судебных коллегий и судей Верховного Суда и выносит соответствующие заключения;
6-1) рассматривает кандидатуры председателя Республиканской комиссии по кадровому резерву и членов комиссии для внесения Председателем Верховного Суда на утверждение в Высший Судебный Совет;
6-2) утверждает список кандидатур для формирования совместно с Высшим Судебным Советом кадрового резерва на должности председателя районного суда, председателя и председателей судебных коллегий областного суда, судьи и председателей судебных коллегий Верховного Суда;
7) по представлению Председателя Верховного Суда утверждает секретаря пленарного заседания, составы научно-консультативного и международного советов, а также тайным голосованием избирает Судебное жюри;
7-2) утверждает форму и описание судейской мантии;
7-3) утверждает регламент президиума пленарного заседания Верховного Суда;
7-4) утверждает положения о научно-консультативном и международном советах при Верховном Суде;
8) осуществляет другие полномочия, предусмотренные законом.
2. Пленарное заседание правомочно при наличии не менее двух третей от общего числа судей Верховного Суда.
3. Порядок работы пленарного заседания Верховного суда определяется утверждаемым им регламентом.
Президиум пленарного заседания Верховного Суда
1. Президиум пленарного заседания Верховного Суда:
1) обеспечивает подготовку предложений по совершенствованию деятельности судов для рассмотрения их на пленарных заседаниях Верховного Суда;
1-1) обсуждает вопрос о передаче в Судебное жюри материала о возбуждении дисциплинарного производства в отношении судьи, совершившего дисциплинарный проступок, и по итогам обсуждения выносит соответствующее решение;
2) осуществляет иные полномочия, касающиеся организации деятельности судов, не отнесенные Конституционным законом к компетенции других органов Верховного Суда.
2. Состав президиума пленарного заседания Верховного Суда состоит из одиннадцати членов - Председателя и председателей судебных коллегий Верховного Суда, председателя Союза судей, председателя Комиссии по судейской этике, председателя Судебного жюри, председателя Республиканской комиссии по кадровому резерву, а также трех судей, делегируемых пленарным заседанием Верховного Суда сроком на два года.
3. Президиум пленарного заседания Верховного Суда созывается Председателем Верховного Суда и правомочен при наличии не менее двух третей от общего числа его членов.
4. Организация работы президиума пленарного заседания Верховного Суда определяется регламентом, утверждаемым пленарным заседанием Верховного Суда.
Состав президиума пленарного заседания Верховного Суда:
- Асламбек Амангельдинович Мергалиев – Председатель Верховного Суда;
- Шарипов Нурсерик Каримович – председатель судебной коллегии по гражданским делам;
- Жукенов Абдрашид Толегенович – председатель судебной коллегии по уголовным делам;[5]
- Тукиев Аслан Султанович – председатель судебной коллегии по административным делам;
- Ахметзакиров Наиль Рафисович – руководитель судебной администрации ;
- Шегенов Моряк Смагулович – председатель Судебного жюри;
- Архарова Жанылсын Баяновна – председатель Республиканской комиссии по кадровому резерву;
- Касимов Акылтай Ахмеджанович – судья Верховного Суда;
- Альмагамбетова Гульжан Жаксылыковна – судья Верховного Суда;
- Сулейменова Улбосын Аждаровна - судья Верховного Суда.

## Председатели Верховного суда Казахстана
- см. Список Председателей Верховного Суда КазССР и Казахстана

## Судьи Верховного суда Казахстана
- Линник, Анатолий Василевич (1986—2013).

## Ведомственные награды
В соответствии с Указом Президента Республики Казахстан от 30 сентября 2011 года № 155 «О вопросах государственных символов и геральдики ведомственных и иных, приравненных к ним, наград некоторых государственных органов, непосредственно подчиненных и подотчетных Президенту Республики Казахстан, Конституционного Совета Республики Казахстан, правоохранительных органов, судов, Вооруженных Сил, других войск и воинских формирований» ведомственными наградами судебной системы Республики Казахстан считаются:
- Медали:
  - «Сот жүйесінің ардагері» (Ветеран судебной системы);
  - «Мінсіз қызметі үшін» (За безупречную службу) I, II, III степеней;
  - «Халықаралық ынтымақтастықты дамытуға қосқан үлесі үшін» (За вклад в развитие международного сотрудничества).
- Нагрудные знаки:
  - «Сот жүйесінің уздігі» (Отличник судебной системы) I, II степеней.

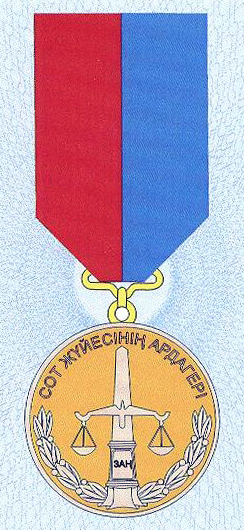
Медаль «Ветеран судебной системы»
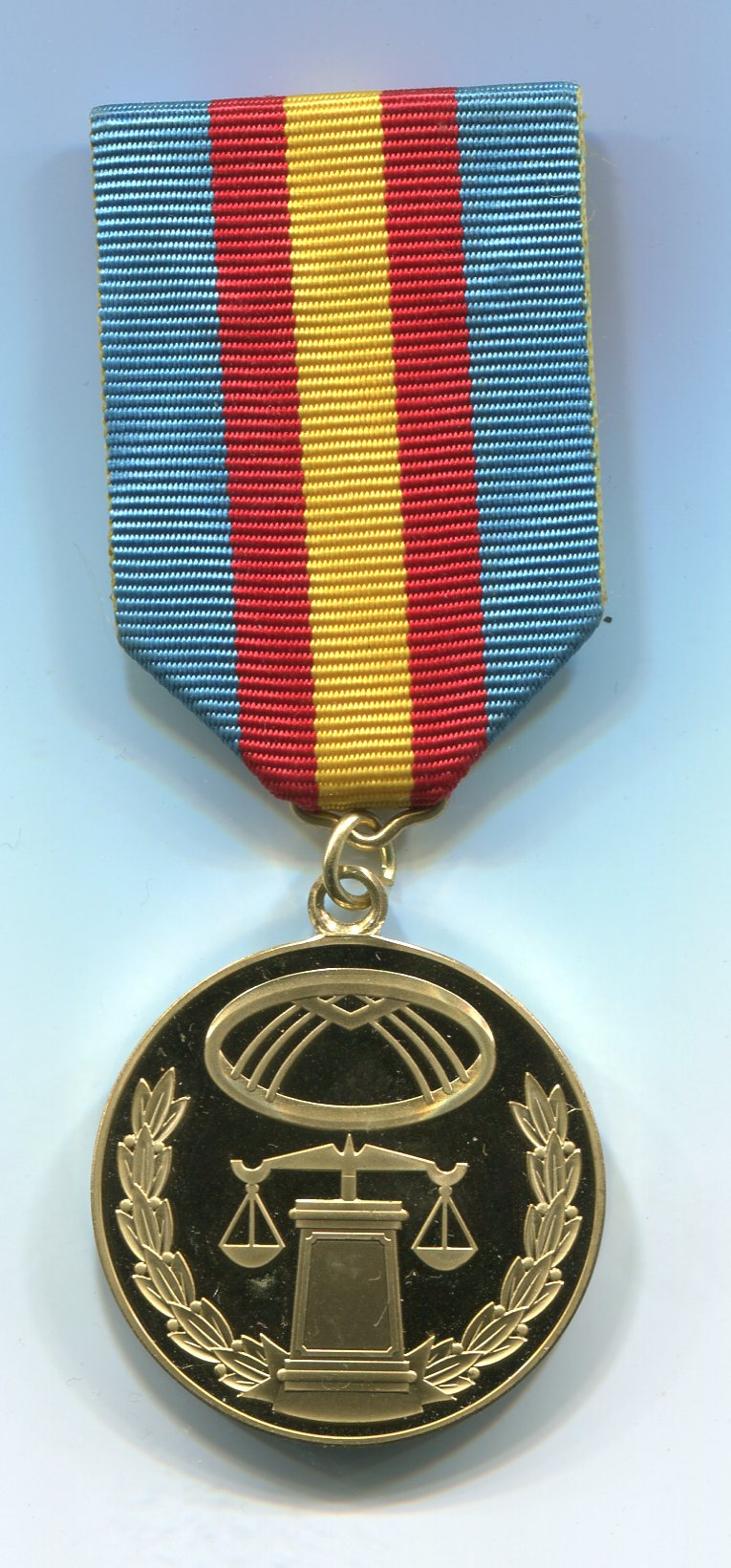
Медаль «За безупречную службу» 1 степени
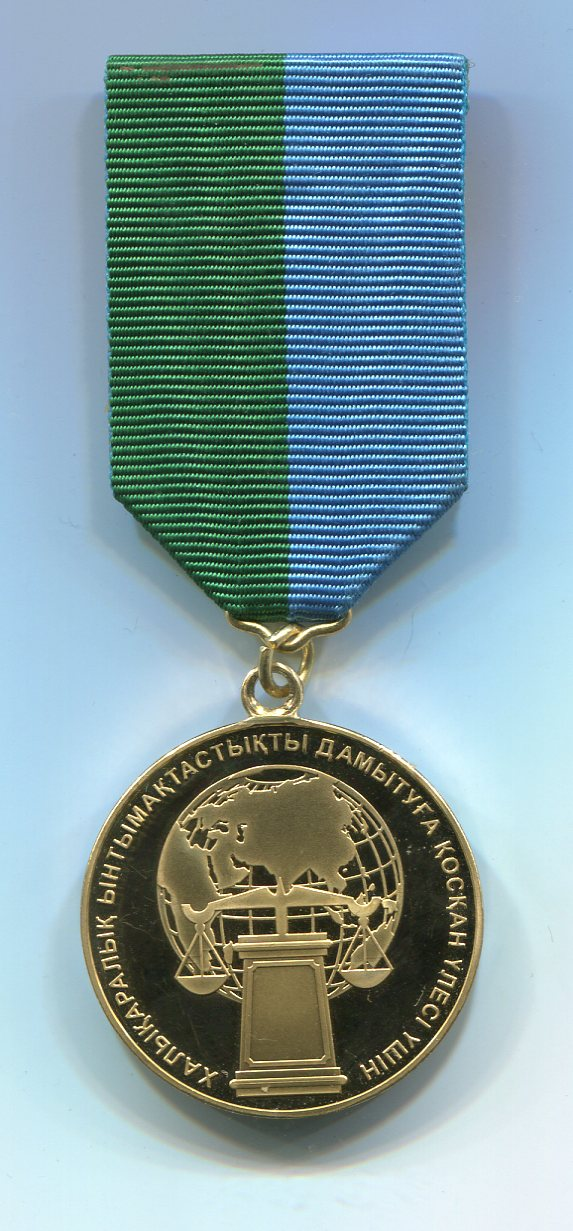
Медаль «За вклад в развитие международного сотрудничества»
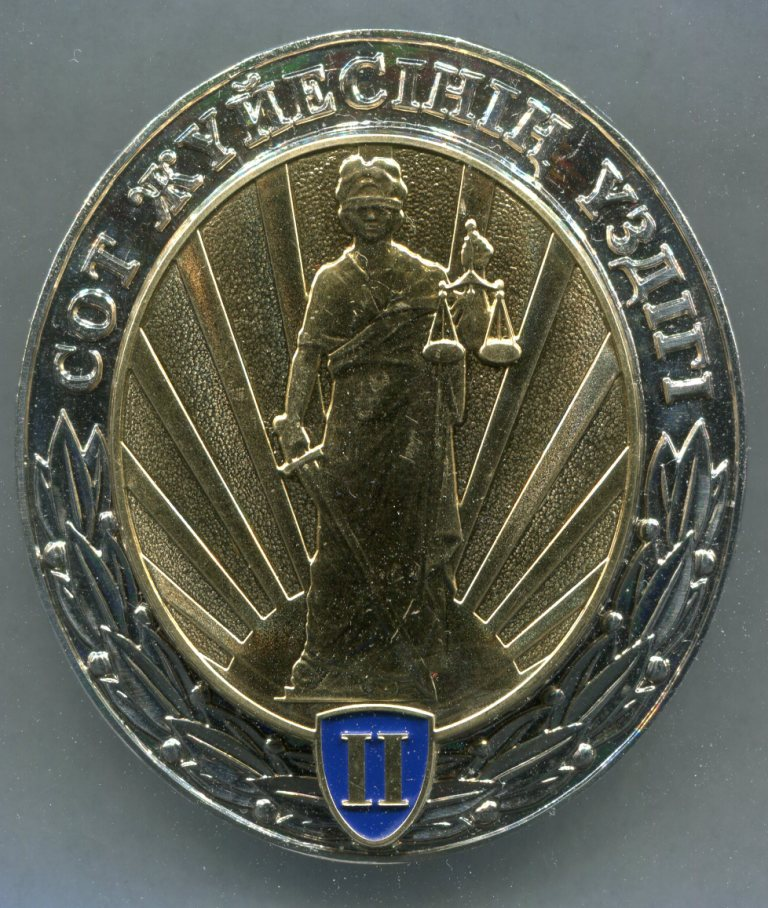
нагрудный знак «Отличник судебной системы» 2 степени